# Santa Maria de Besalú
Santa Maria de Besalú és una església en del municipi de Besalú (la Garrotxa). És un edifici declarat bé cultural d'interès nacional.

## Descripció
De tot el conjunt de Santa Maria de Besalú només queda part de la capçalera de l'església. Era un temple de tres naus, dividides per pilars de base quadrangular amb columnes adossades (4 pilars per banda), amb creuer i tres absis, el central molt més profund que els laterals. El sector que precedeix l'absis central és cobert amb volta de canó com també ho és el braç que resta del creuer, en sentit perpendicular a la nau.
Exteriorment, els absis són decorats amb arcuacions cegues sobre lesenes –que aquí esdevenen semicolumnes– alternant amb mènsules a l'absis central. Aquest tractament dels absis, unit a l'aparell dels murs -grans blocs regulars de pedra picada-, la perfecció dels dovellats, de les cornises i de les columnes, i el cisellat dels capitells i les impostes, situen aquesta obra cap a finals del segle xii.

## Història
L'església de Santa Maria de Besalú, situada dins del recinte de l'antic castell comtal, és esmentada per primera vegada l'any 1055, en què fou consagrada com a església del castell, en temps del comte Guillem II. Cap al 1171, desaparegut ja el comtat de Besalú (1111), esdevingué l'església de la canònica agustiniana, instal·lada al recinte del castell, dependent del monestir de Sant Ruf d'Avinyó. Aquesta canònica fou el resultat de la reforma, iniciada pel comte Bernat II cap al 1075, de l'antiga canònica aquisgranesa establerta l'any 977 al temple de Sant Genís i Sant Miquel, que va ser la seu de l'efímer bisbat de Besalú, obra del comte Bernat Tallaferro, entre 1017 i 1020, i potser posteriorment al de Santa Maria de Bell-lloc o de Capellada o Vella, fora del recinte murat del castell, ambdós temples desapareguts actualment.
El 1592 la canònica agustiniana s'extingí i esdevingué simple col·legiata que perdurà fins al segle xix, època en què part de les voltes ja eren enrunades. Posteriorment, amb la desamortització dels béns de l'església, les restes de la canònica passaren a mans privades.
L'any 1919 l'arquitecte Enric Sagnier va remodelar l'edifici del segle XIV anomenat el Conventet, proper al monestir de Pedralbes de Barcelona, incorporant-hi elements provinents de Santa Maria.

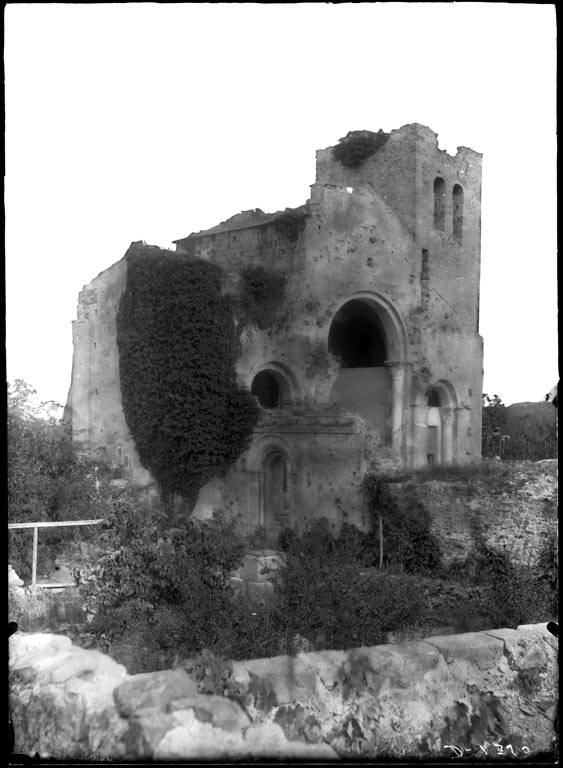
Runes de l'església de Santa Maria de Besalú (1907)
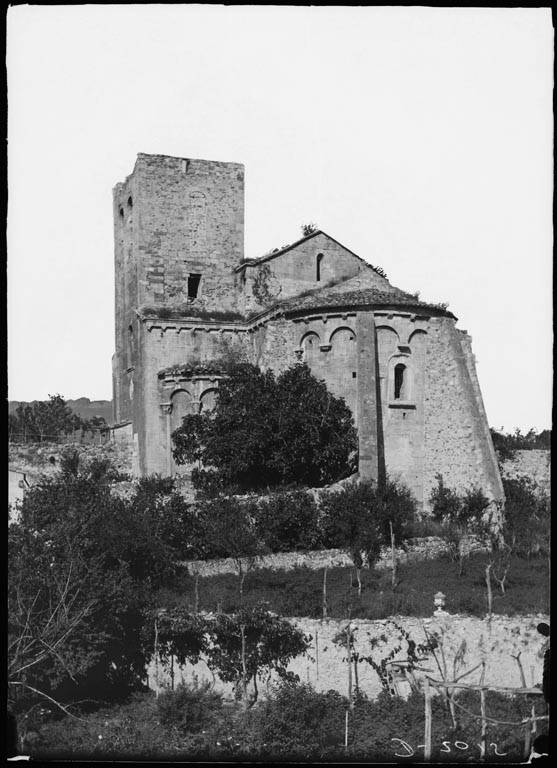
Absis de l'Església de Santa Maria de Besalú (entre 1888 i 1914)